# Tadeusz Szczerba

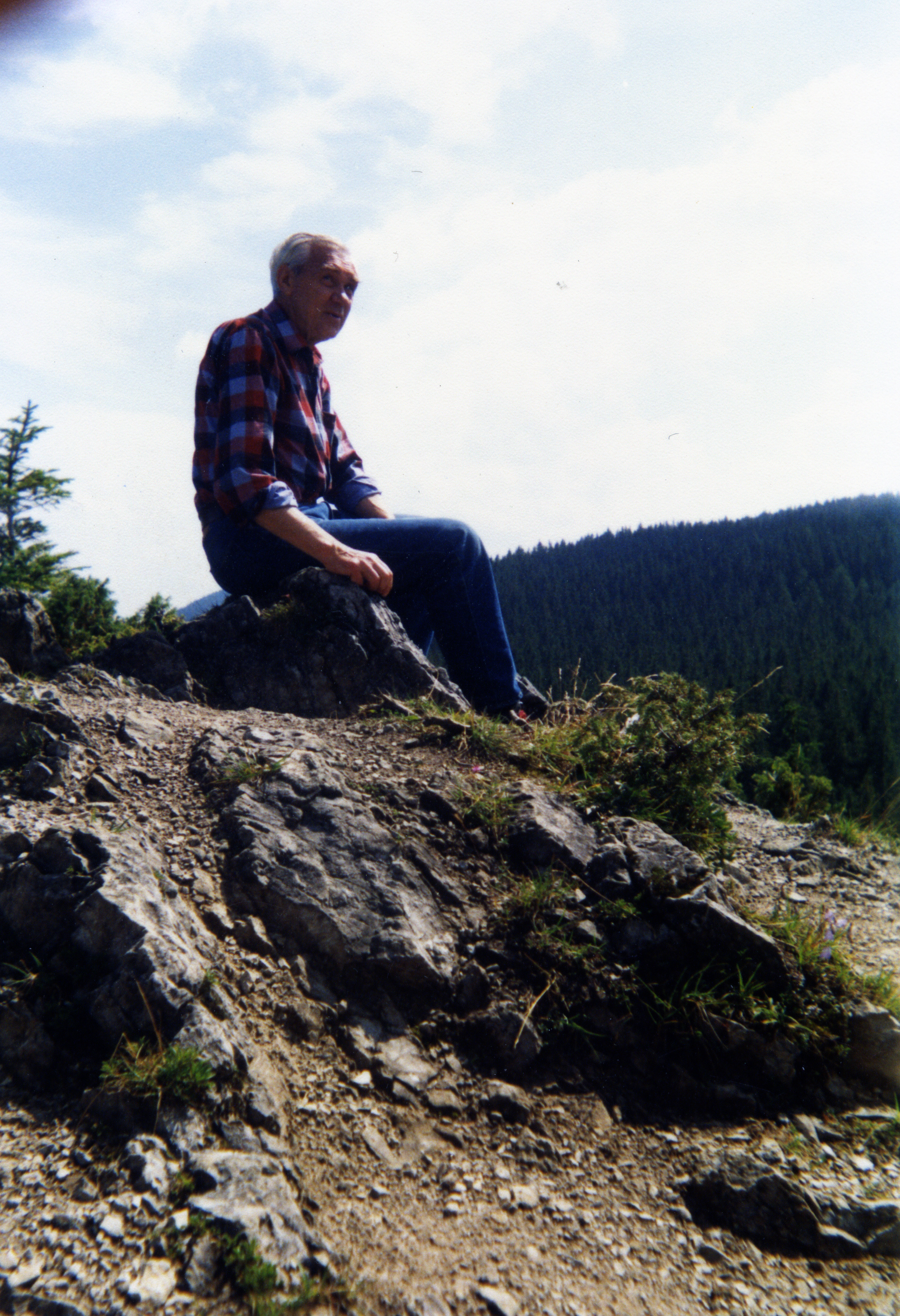
Tadeusz Szczerba

Tadeusz Szczerba (ur. 15 lipca 1926 w Porąbce, dziś w granicach Sosnowca, zm. 9 lutego 2003 w Gliwicach) – polski inżynier elektryk związany z przemysłem hutniczym, działacz turystyczny, przewodnik tatrzański, znawca Tatr i Podtatrza, autor wydawnictw związanych z Tatrami.
Urodził się w Pekinie – robotniczej dzielnicy Porąbki. Od 1 maja 1946 r. do 16 października 1946 r. był drużynowym 2. Zagłębiowskiej Drużyny Harcerskiej przy gimnazjum im. Stanisława Staszica w Sosnowcu – tzw. „Błękitnej Dwójki”. Wraz z nią uczestniczył w letnim obozie zorganizowanym w Poroninie – wtedy po raz pierwszy poznał bliżej Tatry. Maturę uzyskał w 1947 r. Po studiach na Wydziale Elektrycznym Politechniki Śląskiej w Gliwicach przez ponad czterdzieści lat pracował jako ceniony projektant i kierownik w biurze projektów hutniczych w Gliwicach.
Od 1956 r. działał w Komisji Turystyki Górskiej Zarządu Oddziału PTTK w Gliwicach, od 1962 r. jako jej przewodniczący. Wieloletni turysta i przewodnik tatrzański, posiadał uprawnienia klasy III od 1966, klasy II od 1970 r. i klasy I od 1976 r. Instruktor przewodnictwa turystycznego od 1982 i przewodnictwa tatrzańskiego od 1983 r. W roku 1967 i w latach następnych organizował w Gliwicach kursy dla kandydatów na przewodników tatrzańskich. W 1973 r. założył Koło Przewodników Tatrzańskich PTTK w Gliwicach i był jego pierwszym prezesem do 1984 r. Wspólnie z Marianem Kunickim opracował bogaty zestaw materiałów szkoleniowych dla przewodników tatrzańskich, zwłaszcza z terenu słowackich Tatr Zachodnich.
Został pochowany na Cmentarzu Centralnym w Gliwicach.
5 września 1997 r. Tadeusz Szczerba otrzymał godność Członka Honorowego PTTK. Od listopada 2003 roku jest patronem gliwickiego Koła Przewodników Tatrzańskich PTTK. W październiku 2011 r. w auli V Liceum Ogólnokształcącego im. Andrzeja Struga w Gliwicach odbyła się sesja popularnonaukowa poświęcona 40-leciu przewodnictwa tatrzańskiego w Gliwicach oraz upamiętniająca działalność i dorobek Tadeusza Szczerby.

## Publikacje
Był autorem następujących wydawnictw turystycznych:
- Choczańskie Wierchy i okolica. Przewodnik Turystyczny, wyd. Wydawnictwo Ryszard M. Remiszewski – RMR, Gliwice 2001, ISBN 83-904352-9-2;
- Polskie Tatry Wysokie – przewodnik dla turystów wysokogórskich, wyd. Wydawnictwo Ryszard M. Remiszewski – RMR, Gliwice 2000, ISBN 83-904352-8-4;
- Polskie Tatry Zachodnie. Monografia – przewodnik (wraz z Marianem Kunickim), wyd. Wydawnictwo Ryszard M. Remiszewski – RMR, Gliwice 1996, ISBN 83-904352-1-7;
- Słowackie Tatry Wysokie. Przewodnik dla turystów wysokogórskich, wyd. Wydawnictwo Ryszard M. Remiszewski – RMR, Gliwice 1995, ISBN 83-904352-0-9;
- Słowackie Tatry Zachodnie. Monografia – przewodnik (wraz z Marianem Kunickim), wyd. Wydawnictwo Ryszard M. Remiszewski – RMR, Gliwice 1999, ISBN 83-904352-6-8;
- Tatry Bielskie. Monografia – przewodnik, wyd. Wydawnictwo Ryszard M. Remiszewski – RMR, Gliwice 1997, ISBN 83-904352-3-3;
- Tatry. Mapa grzbietowa w skali 1:50 000 (wraz z Marianem Kunickim), wyd. Schola-Tur, Gliwice 1996. ISBN 83-905904-0-9;
- Tatry Zachodnie. Słowacja. Przewodnik turystyczny (wraz z Marianem Kunickim), wyd. Wydawnictwo PTTK „Kraj”, Warszawa – Kraków 1992, ISBN 83-7005-248-7;